# John Watson (psicologo)
John Broadus Watson (Travelers Rest, 9 gennaio 1878 – Woodbury, 25 settembre 1958) è stato uno psicologo statunitense, padre del comportamentismo.
Scoppiato uno scandalo nel 1920 per via della relazione che aveva intrapreso con una propria studentessa nonché collaboratrice di venti anni più giovane di lui, fu costretto a dimettersi da professore universitario; in seguito, venne ingaggiato come vicepresidente di una agenzia pubblicitaria.

## Biografia

### Primi anni
Nato e cresciuto in una zona povera e rurale della Carolina del Sud, fu figlio di Pickens Butler Watson e di Emma Kesiah Roe. Sua madre era una donna assai religiosa che aderiva alle posizioni proibizioniste riguardo al fumo, al ballo e al bere alcolici; impose, pertanto, una rigida educazione al figlio, il quale sviluppò una forte antipatia nei confronti di tutte le religioni e divenne ateo. Suo padre era, invece, un alcolista che ebbe dei problemi con la legge, cosa che portò il giovane Watson sia a un peggioramento nel rendimento scolastico sia ad aggredire dei propri compagni di scuola neri e deridere l'insegnante.
Il padre era solito tradire la moglie e, quando il figlio aveva tredici anni, abbandonò la famiglia per andare a vivere con due donne indiane. Per tale ragione, Watson serbò per il resto della vita rancore verso di lui.
Negli anni dell'adolescenza, Watson venne arrestato in due situazioni distinte, la prima volta per rissa e la seconda per aver usato armi da fuoco in una zona urbana.

### Giovinezza
Nel tentativo di sfuggire alla povertà, la madre vendette la propria fattoria e si trasferì con il figlio a Greenville, dove all'età di sedici anni venne ammesso, grazie all'aiuto del mentore Gordon Moore che lo introdusse alla passione per la psicologia, all'Università di Furman. Qui si mise in luce come studente brillante, tanto che si laureò a soli ventuno anni e, nel 1900, ebbe la possibilità di trasferirsi e continuare gli studi all'Università di Chicago, nella quale maturò un notevole interesse per la psicologia comparata e lo studio sugli animali. In questa università ebbe come professori Henry Herbert Donaldson, John Dewey, Jacques Loeb, James Hayden Tufts, George Herbert Mead, Addison Webster Moore e lo psicologo funzionalista James Angell.
Nel 1903 Watson ottenne il dottorato di ricerca in psicologia. La tesi di dottorato di Watson, “Animal Education”, ricevette larghi consensi: gli venne proposto l'incarico di assistente del Dipartimento di Filosofia guidato da Dewey, che accettò. Il nuovo incarico e il matrimonio con la ricca moglie Mary Icks posero fine alle difficoltà economiche che aveva fino ad allora sofferto. In questo periodo, inoltre, Watson cominciò ad avanzare dei dubbi sul metodo introspettivo, allora largamente impiegato nella ricerca psicologica, ma non si espresse mai apertamente, temendo uno scontro frontale con professori assai più accreditati di lui come Titchener e Angell.
Nel 1908 accettò l'incarico alla prestigiosa Università Johns Hopkins di Baltimora, avvicinandosi all'etologia. Studiò con Lashley il comportamento dei primati nel loro ambiente naturale e s'interessò della formazione dei bambini avvalendosi della collaborazione di uno psichiatra, A. Meyer. In seguito alle dimissioni del direttore della Psychological Review per uno scandalo sessuale, Watson diviene direttore di questa prestigiosa rivista scientifica, che diventerà un importante mezzo per la diffusione dei suoi nuovi paradigmi: nel 1913 pubblica un famoso articolo, noto come il "manifesto del comportamentismo", che riscuote larghi consensi tra i giovani studenti e accademici. Il 1913 è perciò considerato dagli storici l'anno di nascita del comportamentismo e Watson il suo fondatore. Nello stesso anno Watson viene invitato a tenere una serie di congressi alla Columbia University di New York, dove espone le idee che già da tempo stava maturando: attacca il metodo introspettivo e il concetto di coscienza, perché non osservabili obiettivamente e quindi non scientifici.
Nel 1914 Watson viene eletto presidente dell'American Psychological Association, e nello stesso anno pubblica "Behavior" dove parla dell'apprendimento in modo comparato e approfondisce lo studio del riflesso condizionato (tema già affrontato in Russia da Pavlov). Nel 1917, con l'entrata in guerra degli Stati Uniti, Watson diventa maggiore dell'esercito americano: in questo suo nuovo ruolo elabora test di selezione delle truppe, e viene coinvolto nella preparazione di un questionario il cui scopo era verificare l'efficacia di una propaganda pubblicitaria per la prevenzione di malattie veneree. Tornato a Baltimora, Watson conosce Rosalie Rayner, allora sua studentessa, e tra i due sboccia una intensa storia d'amore: i due comunicano tramite scambio epistolare in modo discreto, tuttavia alcune lettere compromettenti arrivano in mano al rettore della Johns Hopkins, e in seguito alla moglie di Watson, Mary. Per amore di Rosalie, Watson divorzia dalla moglie e abbandona la carriera universitaria; nel 1920 sposa a New York Rosalie, che vivrà con lui fino alla morte, avvenuta nel 1935.
Dopo un periodo in cui, a corto di risorse economiche, accetta anche lavori poco consoni alla sua levatura intellettuale, Watson viene chiamato ad organizzare un programma di promozione pubblicitaria per la catena di centri commerciali Macy's, tutt'oggi in attività. Egli introduce innovazioni nelle tecniche promozionali quali:
1) collocazione strategica vicino alle casse di prodotti di richiamo; 2) Tecniche per la rilevazione dell'efficacia di uno spot pubblicitario; 3) utilizzo di strumenti di comunicazione di massa; 4) utilizzo di personaggi famosi negli spot, quali la regina di Spagna e di Romania. Successivamente, assieme a psicologi tra i più accreditati del tempo come Thorndike e Titchener, Watson fonda la Psycological Corporation: l'obiettivo dell'istituzione è studiare tecniche da impiegare nelle aziende per effettuare una selezione accorta del personale, e per rendere più efficienti i dipendenti nel loro lavoro. Nel 1947 Watson, ormai ricco e famoso grazie al successo in campo pubblicitario e saggistico, si ritira a vita privata nella sua villa in campagna. Poco prima della sua morte, avvenuta a New York nel 1958, una delegazione dell'American Psychological Association si reca da lui per redimerlo dall'ostracismo cui l'aveva relegato quando egli era ancora un giovane professore, conferendogli la medaglia d'oro dell'ordine per il suo alto contributo alla ricerca in psicologia.

### Esperimento del piccolo Albert 1920
Obiettivi dell'esperimento erano: 1) dimostrare che un'emozione come la paura è il risultato di un processo di condizionamento ambientale 2) studiare l'evoluzione del condizionamento attraverso l'osservazione sistematica.
Watson e la moglie Rosalie presero come cavia Albert, un bambino di circa un anno di età, e lo spaventarono con un forte rumore quando questi giocava con un topo bianco. L'esperimento ripetuto più volte condizionò il bambino. Dapprima Albert strillava solo quando avvertiva il rumore, ma poi anche alla sola vista del topo bianco. Watson e la moglie osservarono che la paura indotta seguiva un processo di generalizzazione: Albert si spaventava in presenza di altri animali dal pelo bianco, pure con oggetti lanosi e bianchi. L'esperimento attirò molte critiche su Watson, perché sembra che il quadro clinico del bambino falsasse l'esperimento. Inoltre la tenera età del fanciullo rese tutta la procedura eticamente discutibile.
Va detto però che Watson aveva intenzione di attuare anche un processo inverso su Albert, atto a rimuovere il trauma indotto, ma gli fu impossibile in quanto i genitori del bambino si rifiutarono e lo portarono via. Watson proseguì comunque prendendo un'altra cavia, un bambino di nome Peter con la fobia dei conigli e ratti bianchi.
Watson dava a Peter uno snack e poi avvicinava gradualmente l'animale al bambino. Con il passare dei giorni la paura di Peter diminuì fino a sparire, determinando il successo dell'esperimento. Il metodo usato da Watson è chiamato desensibilizzazione sistematica ed è utilizzato ancora oggi.

## Pensiero

### Manifesto 1913
Psicologi largamente accreditati in ambito accademico come Wundt (fondatore tedesco della psicologia) e James (professore di Harvard di psicologia) avevano definito la psicologia una scienza che aveva il compito di descrivere l'esperienza umana immediata (il primo), scienza descrittiva ed esplicativa degli stati della coscienza (il secondo), per entrambi l'introspezione era lo strumento principe per l'indagine psicologica. Watson propone un ribaltamento di quest'ottica: compito della psicologia è di individuare le leggi per cui dato uno stimolo si verifica una risposta o viceversa. Strutturalisti e funzionalisti danno importanza allo studio degli stati della coscienza, dell'interiorità; l'attenzione di Watson, invece, si concentra sul comportamento. In questo egli vuole equiparare la psicologia alla biologia e alla etologia che allora stavano conseguendo grandi progressi, gli oggetti di studio della psicologia devono essere i fatti misurabili e obiettivamente osservabili. Da questo punto di vista l'introspezione non è un metodo scientifico perché legato alla soggettività di chi lo esegue e non replicabile. Watson applica i suoi modelli tanto all'uomo quanto agli animali, l'introspezione, anche sotto questo aspetto, non è difendibile.
Cade per il comportamentista anche il concetto di coscienza, essa infatti è indagabile soltanto attraverso l'introspezione. Restano fuori dal comportamentismo anche termini quale sensazione, percezione, immaginazione. Gli obiettivi della psicologia comportamentista, accennati nel Manifesto, vengono meglio precisati in un articolo comparso sulla Psychological Review (nº24 anno 1917): "La psicologia dovrebbe essere in grado di guidare la società per quanto concerne le modalità da adottarsi nella modificazione dell’ambiente, in modo tale che esso si adatti al modo di agire del gruppo o dell’individuo; nel caso invece in cui l’ambiente non possa venir modificato, la psicologia dovrebbe indicare il modo mediante il quale l’individuo può venir modellato (spinto ad assumere nuove abitudini) per adattarsi all’ambiente." Con questo Watson accetta l'evoluzionismo darwiniano e propone una scienza con elevata valenza applicativa tanto per il singolo quanto per il gruppo o la società intera. Altre scuole sono più restrittive, ad esempio la psicanalisi opera prevalentemente sul singolo.

### Psychology from standpoint of a behaviorist 1919
In quest'opera condanna la psicologia di laboratorio. L'osservazione di laboratorio è artificiosa e non fornisce osservazioni attendibili o non generalizzabili alla realtà quotidiana. Il comportamentista deve validare le sue teorie da osservazioni su uomini e animali nei loro ambienti naturali di vita. La psicologia comportamentista è quindi una scienza applicata, uno dei suoi compiti principali è quello di fornire gli strumenti per favorire una affermazione sociale coerente con le proprie inclinazioni ed aspettative.

### Le emozioni
L'interesse di Watson andava al condizionamento delle emozioni, intese soprattutto nelle loro componenti espressive e motorie osservabili. Egli infatti riteneva che, alla nascita, l'essere umano avesse la capacità di rispondere, o produrre, tre risposte emotive di base: paura, rabbia e amore.
Per quanto riguardava la paura, gli stimoli incondizionati, capaci di suscitarla naturalmente erano due: i rumori improvvisi e la perdita improvvisa dell'equilibrio. Nei bambini più grandi la paura è scatenata anche da molti altri stimoli (vari generi di animali, gli adulti sconosciuti, ecc.) che devono quindi essere appresi come pericolosi, per associazione pavloviana. L'ipotesi era quindi che se un bambino aveva paura dei serpenti ciò era dovuto al fatto che questi fosse stato, in una certa occasione, spaventato da un forte rumore alla vista e alla presenza di un serpente (stimolo condizionato). Per il comportamentista Watson la paura era osservabile nei neonati dal pianto, dal respiro accelerato, dal chiudere gli occhi o dal loro sobbalzare improvviso.
La rabbia era la risposta innata alla costrizione dei movimenti del bambino attuata dall'esterno. Infatti se un bambino molto piccolo è trattenuto in modo da non potersi muovere comincerà a strillare e a irrigidirsi. Più tardi tale tipo di reazione verrà messa in atto anche in situazioni differenti, per esempio quando il bambino viene costretto a fare il bagno o a riordinare la sua stanza, dato che implicano anch'esse sempre, in qualche misura, una costrizione dei movimenti.
L'amore era inteso come la risposta automatica alle carezze, al solletico, ai buffetti. Dati questi stimoli, i bambini rispondono con sorrisi, risa e simili. Secondo Watson, gli infanti non amerebbero certe persone in particolare, ma verrebbero semplicemente condizionati verso queste in un secondo momento. Il viso della madre, ad esempio, che viene man mano associato a buffetti e carezze, diventerebbe stimolo condizionato capace di produrre la risposta d'amore o affettuosa.

### Psychological care of infant and child 1928
Questo libro è un grande successo editoriale, qui Watson esprime le sue idee riguardo all'educazione dei piccoli. Coerentemente con i principi del comportamentismo egli sostiene l'importanza del ruolo delle figure genitoriali, madre e padre infatti possono scegliere l'ambiente che, per la crescita, gioca un ruolo fondamentale. Nel rapporto genitori figli, l'autore propone una relazione aperta e democratica senza falsi tabù. Per esempio riguardo al sesso egli è favorevole ad un'educazione sessualmente emancipata, accattivandosi gli elogi di un grande pensatore del suo tempo quale Bertrand Russell. Watson mette, pure, in guardia i genitori verso l'uso della punizione come strumento educativo. Condanna, però, anche un coinvolgimento emotivo troppo intenso nella relazione madre figlio, questo infatti non permette la crescita del bambino. Non è opportuno trattare un figlio come se avesse una età inferiore a quella anagrafica, egli deve essere trattato come un giovane adulto.

### Behaviorism 1930
Questa opera, che più di ogni altra costituisce una sintesi del lascito di Watson, fu un grande successo e venne tradotta in molte lingue. Dopo aver spiegato il significato della ricerca comportamentista nei primi capitoli, nei capitoli V, VI parla degli istinti sminuendone o addirittura negando la loro esistenza. Nega quindi il peso delle attitudini innate queste, infatti, si trasmettono da padre in figlio per un processo di apprendimento. Anche la prevalenza di persone destrimane nella popolazione deriverebbe da un processo di apprendimento iniziato in tenera età, quando, il bambino viene gratificato nell'utilizzo di strumenti con la mano destra. Watson riprende gli studi sui gemelli che Galton andava facendo in età vittoriana (Hereditary Genius) pervenendo, però, a conclusioni opposte. Cita con dovizia di particolari casi di gemelli monozigoti allevati separatamente con caratteristiche personologiche e intellettive completamente differenti. (Journal of Heredity aprile 1929). Sulla stessa linea condanna ogni forma di razzismo. A pagina 107 enuncia un esempio diventato famoso: “Datemi una dozzina di bambini di sana e robusta costituzione e un ambiente organizzato secondo miei specifici principi, vi garantisco che sarò in grado di farne un medico, un avvocato, un artista, un imprenditore, un delinquente”.
Occorre sottolineare che, qui, diversamente a quanto accadeva in Europa allora dominata dalle aristocrazie o da governi autoritari, Watson si fa portavoce di un pensiero autenticamente democratico e ottimista: l'ascesa sociale è possibile per chiunque basta una formazione adeguata, impegno, perseveranza. Nel capitolo X si occupa del linguaggio, l'apprendimento del linguaggio viene spiegato come un processo di condizionamento operato dalla madre quando questa rinforza con carezze e baci alcuni vocalizi appropriati del bambino. Il peso preponderante attribuito all'ambiente dal modello comportamentista si riflette anche nella definizione di personalità nell'ultimo capitolo: “La personalità altro non è che il prodotto finale dei nostri sistemi di abitudini”. (cap XII pag.263) La personalità dipende quindi dall'apprendimento di abitudini, questa muta velocemente quando l'organismo ha grandi capacità di assimilazione (infanzia, gioventù) per stabilizzarsi poi in vecchiaia. Durante l'adolescenza la personalità si modifica ma poi, parallelamente alle nostre capacità di apprendimento, sempre meno diventando stabile in età adulta.

## Watson e il suo tempo
Svariate motivazioni spiegano il successo delle idee di Watson nella cultura nordamericana negli anni venti:
1) Negli anni venti era presente un fermento antigermanico causa l'entrata in guerra degli Stati Uniti contro gli imperi centrali, la psicologia di Watson si presentava come una scienza autoctona e alternativa rispetto a quelle che avevano per modello psicologi tedeschi come Wundt, Freud, Wertheimer.
2) La filosofia comportamentista incarna una fiducia (a volte illusoria) nel nuovo e nel futuro, sottende l'idea che il Progresso Scientifico contribuisca decisamente ad una conoscenza più approfondita e puntuale della Natura contribuendo al Benessere dell'Umanità.
3) La psicologia di Watson è alternativa alle correnti scientifiche europee che davano peso ai fattori biologici innati (Lombroso in Italia, Galton in Gran Bretagna, razzismo tedesco) essa è in perfetta sintonia con l'ideale dell'american dream: l'uomo di umili origini che grazie al suo impegno, alle sue capacità conquista fama, gloria, ricchezza. La sua vita, del resto, costituisce una piena realizzazione di questi ideali.
4) La psicologia strutturalista e funzionalista si basa sull'introspezione, i suoi risvolti sono prevalentemente teorici relegati, per lo più, in ambito accademico. Diversamente Watson propone una scienza applicativa (selezione del personale, formazione dipendenti, controllo del comportamento, promozioni pubblicitarie) ben spendibile nel campo degli affari, funzionale al crescere della società capitalista quale quella nordamericana.
5) Watson porta avanti idee di liberalizzazione dei costumi, dialogo aperto tra genitori e figli, emancipazione sessuale, in sintonia con l'insofferenza che l'opinione pubblica nordamericana andava manifestando contro i rigidi veti del proibizionismo degli anni venti.

## Opere
- Behavior: an Introduction to Comparative Psychology, 1914
- Psychology from the Standpoint of a Behaviorist, 1919 (2ª ed. 1924)
- Behaviorism, 1924 (2ª ed. 1930)
  - Il comportamentismo, Firenze, Giunti Barbera, 1983
- Psychological Core of the Infant and Child, 1928
- The Ways of Behaviorism, 1928